# Homoplectra doringa
Homoplectra doringa là một loài Trichoptera trong họ Hydropsychidae. Chúng phân bố ở miền Tân bắc.